# Barley (Lancashire)
Barley – wieś w Anglii, w hrabstwie Lancashire, w dystrykcie Pendle. Leży 44 km na północ od miasta Manchester i 299 km na północny zachód od Londynu.